# Norman's Cay Island
Norman's Cay Island (engelska: Norman's Pond Cay, Norman’s Cay Island) är en ö i Bahamas.   Den ligger i distriktet Black Point District, i den sydöstra delen av landet, 70 km sydost om huvudstaden Nassau. Arean är 3,8 kvadratkilometer.
Terrängen på Norman's Cay Island är mycket platt. Öns högsta punkt är 19 meter över havet. Den sträcker sig 6,8 kilometer i nord-sydlig riktning, och 2,5 kilometer i öst-västlig riktning.

## Historik

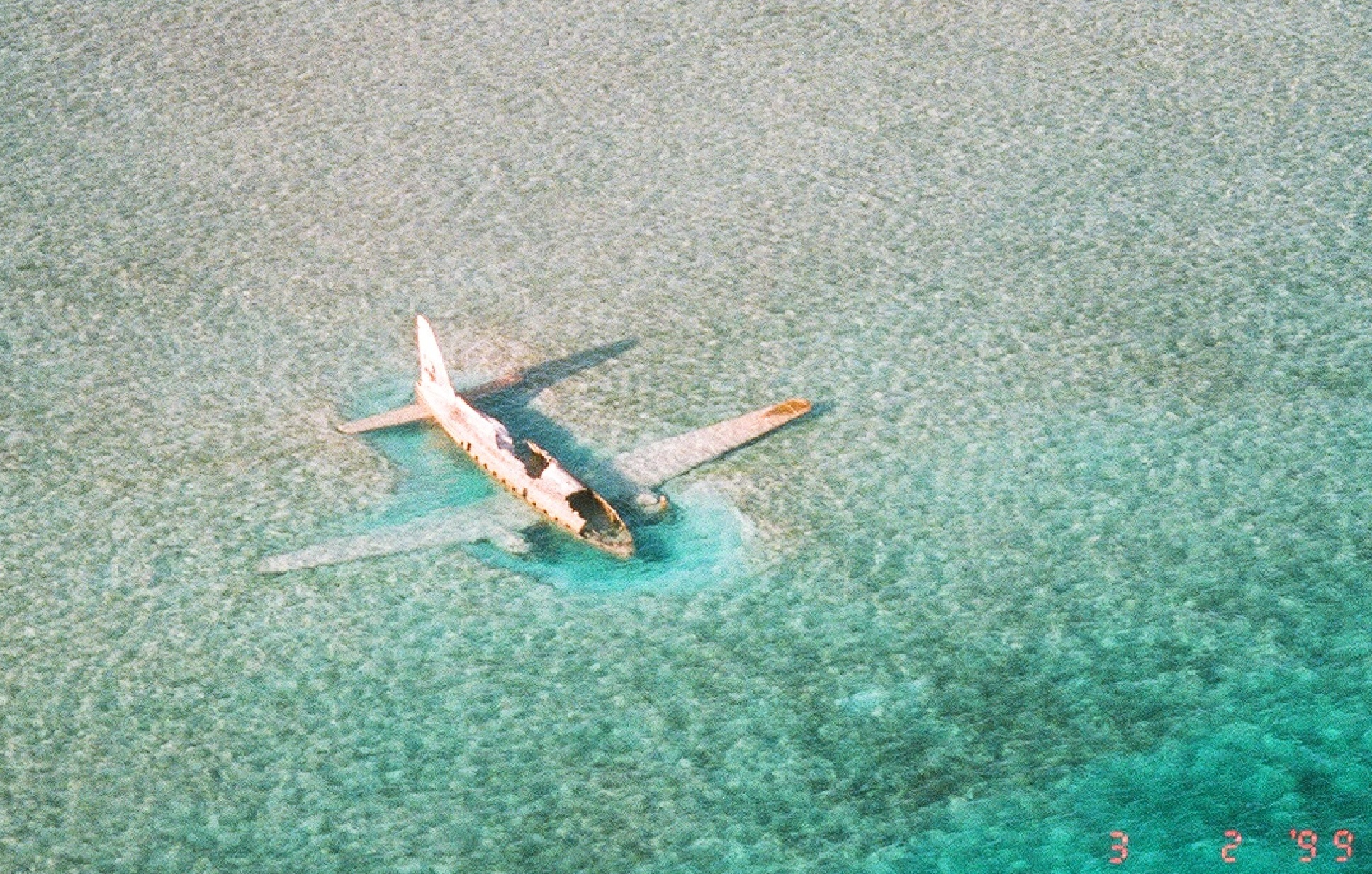
Curtiss C-46 Commando N355BY, februari 1999

Mellan 1978 och 1983 kontrollerades ön av den colombiansk-tyske knarkkungen Carlos Lehder, som använde Norman's Cay som bas för sitt kokainimperium.